# كنشي
كنشي هو شخصية خيالية في سلسلة ألعاب القتال مورتال كومبات. هو مبارز بالسيف لديه القدرة على التحريك العقلي. يملك الكره الشديد تجاه الساحر شانغ تسونغ الذي تسببه خداعه لكينشي بإصابته بالعمى. منذ ظهوره للمرة الأولى في مورتال كومبات: حلف مميت أصبح يظهر باستمرار في قصة اللعبة.